# Anthus
Anthus Bechstein, 1805 è un genere di uccelli passeriformi appartenenti alla famiglia dei Motacillidi.
La coda è medio-lunga. Sono esili, spesso di un colorito bruno-grigiastro. Sono uccelli insettivori e vivono in aperta campagna. Fanno il loro nido a terra e solitamente depongono fino a sei uova maculate.

## Tassonomia
Il genere Anthus comprende le seguenti specie:
- Anthus richardi Vieillot, 1818 - calandro maggiore
- Anthus rufulus Vieillot, 1818 - pispola delle risaie
- Anthus australis Vieillot, 1818 - pispola australiana
- Anthus novaeseelandiae (J.F.Gmelin, 1789) - calandro maggiore della Nuova Zelanda
- Anthus cinnamomeus Rüppell, 1840 - pispola africana
- Anthus hoeschi Stresemann, 1938 - pispola montana
- Anthus godlewskii (Taczanowski, 1876) - calandro di Godlewski
- Anthus campestris (Linnaeus, 1758) - calandro
- Anthus similis (Jerdon, 1840) - calandro bruno
- Anthus nyassae Neumann, 1906 - calandro del lago Nyassa
- Anthus vaalensis Shelley, 1900 - calandro del Vaal
- Anthus longicaudatus Liversidge, 1996 - pispola codalunga
- Anthus leucophrys Vieillot, 1818 - calandro dai sopraccigli bianchi
- Anthus pallidiventris Sharpe, 1885 - calandro ventrepallido
- Anthus pratensis (Linnaeus, 1758) - pispola
- Anthus trivialis (Linnaeus, 1758) - prispolone
- Anthus hodgsoni Richmond, 1907 - prispolone indiano
- Anthus gustavi Swinhoe, 1863 - pispola della Pechora
- Anthus roseatus Blyth, 1847 - pispola rosata
- Anthus cervinus (Pallas, 1811) - pispola golarossa
- Anthus rubescens (Tunstall, 1771) - spioncello ventrerossiccio
- Anthus spinoletta (Linnaeus, 1758) - spioncello
- Anthus petrosus (Montagu, 1798) - spioncello marino
- Anthus nilghiriensis Sharpe, 1885 - spioncello del Nilgiri
- Anthus sylvanus (Hodgson, 1845) - spioncello delle alture
- Anthus berthelotii Bolle, 1862 - calandro di Berthelot
- Anthus lineiventris Sundevall, 1850 - spioncello striato
- Anthus crenatus Finsch & Hartlaub, 1870 - pispola ciuffogiallo
- Anthus brachyurus Sundevall, 1850 - pispola codacorta
- Anthus caffer Sundevall, 1850 - pispola cafra
- Anthus sokokensis van Someren, 1921 - pispola di Sokoke
- Anthus melindae Shelley, 1900 - pispola di Malindi
- Anthus chloris Lichtenstein, 1842 - zampagrossa pettogiallo
- Anthus gutturalis De Vis, 1894 - spioncello della Nuova Guinea
- Anthus pseudosimilis Liversidge & Voelker, 2002 - pispola del Kimberley
- Anthus spragueii (Audubon, 1844) - pispola di Sprague
- Anthus lutescens Pucheran, 1855 - pispola giallastra
- Anthus furcatus d'Orbigny & Lafresnaye, 1837 - pispola beccocorto
- Anthus chacoensis Zimmer, 1952 - pispola di Chaco
- Anthus correndera Vieillot, 1818 - pispola di Correndera
- Anthus antarcticus Cabanis, 1884 - pispola antartica
- Anthus nattereri P.L.Sclater, 1878 - pispola di Natterer
- Anthus hellmayri Hartert, 1909 - pispola di Hellmayr
- Anthus bogotensis P.L.Sclater, 1855 - pispola del Paramo